# Yasuhito Suzuki
Yasuhito Suzuki (鈴木 康仁, Suzuki Yasuhito, Osaka, 19 december 1959) is een Japans voormalig voetballer die als doelman speelde.

## Clubcarrière
In 1975 ging Suzuki naar de Settsu High School, waar hij in het schoolteam voetbalde. Nadat hij in 1978 afstudeerde, ging Suzuki spelen voor Yanmar Diesel. Met deze club werd hij in 1980 kampioen van Japan. In 5 jaar speelde hij er 8 competitiewedstrijden. Suzuki beëindigde zijn spelersloopbaan in 1982.

## Japans voetbalelftal
Yasuhito Suzuki debuteerde in 1980 in het Japans nationaal elftal en speelde 4 interlands.

## Statistieken
| Japans voetbalelftal | Japans voetbalelftal | Japans voetbalelftal |
| Jaar                 | Wed.                 | Dlp.                 |
| -------------------- | -------------------- | -------------------- |
| 1980                 | 4                    | 0                    |
| Totaal               | 4                    | 0                    |